# (1113) Katja
(1113) Katja – planetoida z pasa głównego asteroid okrążająca Słońce w ciągu 5 lat i 176 dni w średniej odległości 3,11 au. Została odkryta 15 sierpnia 1928 roku w Obserwatorium Simejiz na górze Koszka na Półwyspie Krymskim przez Piełagieję Szajn. Nazwa planetoidy pochodzi od Katji (Jekatieriny) Joszko – asystentki laboratoryjnej w obserwatorium, w którym dokonano odkrycia. Przed nadaniem nazwy planetoida nosiła oznaczenie tymczasowe (1113) 1928 QC.